# Max Sachsenheimer
Max Sachsenheimer (* 5. Dezember 1909 in Mühlbach, Baden; † 2. Juni 1973 in Freiburg im Breisgau) war ein deutscher Generalmajor im Zweiten Weltkrieg.

## Leben
Max Sachsenheimer begann nach seinem Schulabschluss am 17. April 1928 seinen Militärdienst als Freiwilliger in der Reichswehr und diente erst im 14. (Badisches) Infanterie-Regiment. Mit der Empfehlung als Offiziersanwärter durchlief er die Offiziersschulungen und erreichte am 1. Juli 1934 den Dienstgrad eines Leutnants.
Er wirkte bis zum Zweiten Weltkrieg in verschiedenen Stellungen. Durch die Eroberung von verschiedenen Brücken über die Seine erhielt er als Chef der 1. Kompanie im Infanterie-Regiment 75 (5. Infanterie-Division), welche er seit dem 1. Oktober 1938 führte, beide Klassen des Eisernen Kreuzes. Ab August 1939 war er Stabsoffizier für Verkehrsregelung. Am 20. Juli 1941 wurde er Kommandeur des 2. Bataillons im Infanterie-Regiment 75 (5. Infanterie-Division). Bereits am 29. Juli 1941 verlor er in dieser Position an der Ostfront durch ein Schrapnelle zwei Finger seiner linken Hand und wurde aus dem Kriegsgebiet ausgeflogen. Im November 1941 kehrte er in die Position als Bataillonsführer an die Front zurück. Er nahm an der Eroberung von Demjansk teil und erhielt als verantwortlicher Bataillonskommandant das Ritterkreuz. Von Oktober 1942 bis Februar 1943 folgte ein Krankenhausaufenthalt in Freiburg. In dieser Zeit wurde er zum Major befördert und erhielt das Deutsche Kreuz. Im September 1943 gab er das Bataillonskommando ab und ging von Oktober 1943 bis Februar 1944 zur Ausbildung an die Kriegsakademie Hirschberg. Anschließend war er bis Juli 1944 mit der Führung des Infanterie-Regiments 75 betraut. Es folgte bis August 1944 ein Divisionsführer-Lehrgang.
Sachsenheimer führte als Kommandeur von Ende September 1944 bis Kriegsende die 17. Infanterie-Division. Hier wurde er am 1. April 1944 zum Oberstleutnant und am 1. September 1944 zum Oberst befördert. Anfang Dezember 1944 wurde er dann zum Generalmajor befördert.  Am 5. oder 6. Februar 1945 hatte er in Dyhernfurth im Rahmen der Weichsel-Oder-Operation bei einem Kommandounternehmen die Evakuierung und Vernichtung einer Spezialfabrik ermöglicht, wobei es sich dabei wohl um eine Herstellungsanlage von Tabun der Firma Anorgana handelte. Nach Hitlers Selbstmord zog er seine Division aus dem von der Roten Armee bedrohten Gebiet ab und in Richtung US-amerikanisch besetzter Gebiete zurück. Dort geriet er im Mai 1945 in Kriegsgefangenschaft, aus der er 1947 entlassen wurde.
Nach seiner Freilassung siedelte er nach Freiburg über und arbeitete als Baustoffkaufmann. Ende 1952/Anfang 1953 nahm er gegenüber den kritischen Ausführungen in der DSZ Partei für die Verden-Rede von Hermann Ramcke ein. Dieser hatte in einer Rede vor ehemaligen SS-Soldaten u. a. gesagt, dass diese stolz sein könnten auf schwarzen Listen gestanden zu haben. Sachsenheimer bemängelte, dass die DSZ nicht alle Argumente ausreichend beleuchtet hätte und die Ausführungen Ramckes eigentlich der Wahrheit entsprechen. Er erhielt auch darüber Kontakt zu Altnazis, wie Ernst Bolbrinker, Josef Harpe und besonders Werner Naumann, und wurde Vorsitzender des VdS in Südbaden.
Ende März 1967 wurde er zum Ersten Vorsitzenden der Hilfsgemeinschaft Freiheit für Rudolf Heß gewählt.
Ein Angebot 1955 in die Bundeswehr zu wechseln lehnte er genauso ab, wie Anwerbeversuche aus der Sowjetzone.  Er starb 1973 in Freiburg an einem Herzschlag.

## Auszeichnungen
- Eisernes Kreuz (1939) II. und I. Klasse
- Verwundetenabzeichen (1939) in Schwarz
- Deutsches Kreuz in Gold am 3. Februar 1943
- Ritterkreuz des Eisernen Kreuzes mit Eichenlaub und Schwertern[7]
  - Ritterkreuz am 5. April 1942
  - Eichenlaub am 14. Mai 1944 (472. Verleihung)
  - Schwerter am 6. Februar 1945 (132. Verleihung)

## Werk
- Gefecht um Maltsch a. O. im Februar 1945, in: Maltscher Heimatbrief, Nr. 11, Mellendorf, 1. Februar 1955.